# USS LST-691
O USS LST-691 foi um navio de guerra norte-americano da classe LST que operou durante a Segunda Guerra Mundial.